# Hale Yaragudri, Gokak
Hale Yaragudri là một làng thuộc tehsil Gokak, huyện Belgaum, bang Karnataka, Ấn Độ.